# Sistema Nacional de Orquestas y Coros Juveniles e Infantiles de Venezuela
El Sistema Nacional de Orquestas y Coros Juveniles e Infantiles de Venezuela (Fundación Musical Simón Bolívar) —también referido simplemente como el Sistema— es un programa público nacional de educación musical en Venezuela fundado en 1975 cuya misión es «sistematizar la instrucción y la práctica colectiva e individual de la música, a través de orquestas sinfónicas y coros, como instrumentos de organización social y desarrollo humanístico».

## Historia
Esta plataforma educativa se fundó en 1975 bajo la iniciativa y el liderazgo del músico venezolano José Antonio Abreu. Originalmente se llamó «Acción Social para la Música». Una idea que Abreu tenía desde que conoció de primera mano los efectos positivos que tenían los niños, niñas y jóvenes cuando comenzaban una nueva vida con la influencia de la música.
Como antecedente, algunos de los fundamentos del Sistema fueron inspirados en la filosofía con la que se creó la Escuela Popular de Música (actual Escuela Técnica de Arte Federico Villena) de la ciudad de Maracay en 1969, la cual se fundó bajo iniciativa del músico Oswaldo Guevara y los auspicios de José Vicente Torres, entonces director del Conservatorio de Música del estado Aragua.
El Sistema fue pensado por el maestro Abreu como un método educativo-musical para innovar en el que la ejecución musical es la principal forma para consolidar la transformación social, cultural, educativa e intelectual de cada ejecutante. De a poco se consolidó la idea y es con la Orquesta Sinfónica de la Juventud Venezolana Simón Bolívar fundada en 1979, que comienza el reconocimiento al trabajo y a su dedicación con el Premio Nacional de Música de 1979. Bajo la dirección del maestro José Antonio Abreu, El Sistema tuvo participaciones en programas de intercambio y de cooperación musical con diferentes países del mundo y ha sido modelo para otros países de Latinoamérica y Norteamérica y de Europa. Uno de los países que ha acogido el método de El Sistema es Uruguay. El modelo ha sido merecedor de reconocimientos nacionales e internacionales como: el Premio Príncipe de Asturias de las Artes otorgado en 2008. 
El 20 de febrero de 1979, bajo la tutela del estado venezolano, se constituye la Fundación del Estado para el Sistema Nacional de Orquestas Juveniles e Infantiles de Venezuela (FESNOJIV), siendo adscrita al Ministerio de la Juventud, con la meta de usar la música para la protección de la niñez por medio del entrenamiento, rehabilitación y prevención del comportamiento criminal.

El proyecto se dio a conocer internacionalmente en 1995, con la actuación de la Orquesta Sinfónica Nacional Juvenil en el Kennedy Center de Washington (EE.UU.). Su destacada calidad artística ha llevado a las Orquestas del Sistema por todo el mundo, llegando a actuar en la sede de las Naciones Unidas, en Nueva York, y ante el Papa San Juan Pablo II. Entre los más prestigiosos directores contemporáneos que han dirigido las orquestas del Sistema podemos  contar a: Claudio Abbado, Eduardo Mata, Zubin Mehta, Giuseppe Sinopoli, James Judd, Sir Simón Rattle y Gustavo Dudamel (actual director de la Orquesta Filarmónica de Los Ángeles (USA) y quien se formó en este sistema). Estos jóvenes también han tenido la oportunidad de actuar con figuras de la talla de Bronislaw Gimpel, Plácido Domingo, Mstislav Rostropóvich, Daniel Barenboim, Alicia de Larrocha, Montserrat Caballé o Luciano Pavarotti, entre otros muchos.
En 1995, Abreu fue designado por la UNESCO como Embajador Especial para el desarrollo de una Red Global de Orquestas y Coros Juveniles e Infantiles, también como representante especial para el desarrollo de la red de orquestas, en el marco del «Movimiento Mundial de Orquestas y Coros Juveniles e Infantiles». La UNESCO otorgó en 1993 a la FESNOJIV el Premio Internacional de la Música y en 1998 concedió al maestro Abreu el título de Embajador de Buena Voluntad para la Música y la Paz, mientras que a los jóvenes que forman parte del sistema de Orquestas se les concedió el de Artistas por la Paz. 
En el año 2003, el destacado cineasta Alberto Arvelo produjo una película documental sobre El Sistema intitulada «Tocar y Luchar». La película ha ganado varios premios, incluyendo "Mejor Documental" en el Festival de Cine Internacional de Las Américas y también en el Festival de Cine Latino de Alburquerque. El Sistema también ha sido la figura principal en programas de noticias como 60 minutos. También existe un documental alemán llamado "El sistema", realizado por María Stodtmeier y Paul Smaczny, el cual refleja el trabajo que se hace en Venezuela desde la infancia deloss participantes en El Sistema. Este documental ha sido galardonado con 9 premios internacionales.
Un importante producto de El Sistema es la Orquesta Sinfónica Simón Bolívar, la cual hizo su debut en el Carnegie Hall en 2007, bajo la batuta de Dudamel, recibiendo entusiastas reseñas.
Con el crecimiento de músicos de alta calidad, el 7 de septiembre de 2007 se creó una segunda orquesta llamada Orquesta Sinfónica Teresa Carreño, la cual debutó en el Beethoven Fest de Bonn y se ha presentado en países como: Viena, Berlín, Ámsterdam, Madrid y Londres.
El 21 de mayo de 2008, le fue concedido el Premio Príncipe de Asturias de las Artes, al ser presentada su candidatura por Fernando Masaveu, presidente de la Fundación María Cristina Masaveu Peterson.  El 24 de noviembre de 2009 en la Salle Pleyel de Paris, el Ministro de Cultura de Francia, Frederic Mitterrand impuso las insignias de Oficial de la Legión de Honor al Maestro Abreu y nombró al director Gustavo Dudamel Caballero de las Artes y las Letras de Francia.
Desde 2011, la Fundación funciona en el Centro Nacional de Acción Social para la Música de Caracas, moderna estructura que cuenta con diversos espacios distribuidos en áreas de instrucción musical, salones de ensayo instrumental y de práctica coral; además de biblioteca, cabinas de grabación, camerinos, cafeterías, servicios administrativos y sanitarios. Entre las áreas abiertas al público destaca la gran Sala Simón Bolívar, con un aforo de 1100 personas y dotada con un gran órgano tubular donado por la Fundación Polar; además de un teatro, salas de música de cámara y una concha acústica al aire libre, ubicada en la zona sur del edificio, la cual forma parte del Parque Los Caobos; así como talleres de fabricación de instrumentos musicales y un espacio para el Centro Nacional Audiovisual de Música «Inocente Carreño» (CNAMIC).
La participación de 1.400 músicos venezolanos en el Festival de Salzburgo 2013 marcó un hito histórico a nivel internacional. Ocho agrupaciones de El Sistema ofrecieron en poco más de tres semanas 15 conciertos, seis de ellos agotados con meses de anticipación.
En el marco de la Misión Música se afirma la vocación nacionalista de El Sistema con el Programa Alma Llanera. Su fundamento es la iniciación, desarrollo y profundización del estudio de la música folclórica venezolana, a través de una estructura artística que copia el modelo académico y filosófico de El Sistema.
En 2019, la diáspora venezolana, radicada en Buenos Aires (Argentina), ha creado la Orquesta Latin Vox Machine, donde el 90% de sus integrantes, está formada por músicos venezolanos con formación del Sistema de Orquestas. Igualmente en Miami (USA) se constituyó la Bolivar Phil y en Madrid (España) la Orquesta Sinfónica Cruz Diez.
El 20 de noviembre de 2021 el Sistema recibió la certificación de Guinness World Records al reunir a 12.000 músicos de distintos núcleos del país, para interpretar la Marcha eslava de Piotr Ilich Chaikovski, obteniendo así el título de récord Guinness como la orquesta más grande del mundo.

## Características
Actualmente, el Sistema cuenta con una red de más de 120 orquestas juveniles y 60 orquestas infantiles, con un número de aproximadamente 350.000 jóvenes. La organización incluye también talleres para niños y jóvenes, en los que aprenden a construir y reparar instrumentos, además de programas especiales para chicos con discapacidades o dificultades de aprendizaje, como el Coro de Manos Blancas, compuesto por niños sordos. La FESNOJIV presta asistencia técnica y organizativa a todas las escuelas públicas que solicitan su integración en el sistema musical y se apoya en las asociaciones de vecinos, de padres, ayuntamientos y representaciones institucionales, para facilitarles los locales de ensayo o los instrumentos musicales necesarios.
El programa es reconocido por rescatar a gente joven, en circunstancias extremadamente empobrecidas, del ambiente del abuso de drogas y del crimen, en el que de otra manera ellos probablemente serían arrastrados. Los participantes del programa que han comenzado carreras internacionales incluyen a Diego Matheuz, Natalia Luis-Bassa, Dietrich Paredes, Joshua Dos Santos, Rafael Payare, Gustavo Dudamel, Christian Vásquez, Giancarlo Castro D'addona, Rodolfo Barraez, Eduardo Cedeño, Sergio Rosales, Edicson Ruiz, Pedro Eustache, entre otros.
En más de 25 países han sido creados programas de educación musical que siguen el modelo de El Sistema incluyendo: Argentina, Australia, Austria, Bolivia, Brasil, Canadá, Colombia, Corea del Sur, Costa Rica, Cuba, Chile, Ecuador, El Salvador, Escocia, Estados Unidos, Filipinas, Guatemala, Haití, Honduras, Inglaterra, Jamaica, India, Italia, México, Nicaragua, Panamá, Paraguay, Perú, Portugal, Puerto Rico, República Dominicana, Serbia, Trinidad y Tobago y Uruguay.